# Gunnar Hillbom
Gunnar Hillbom, född 24 juli 1934 i Stockholm, död 1 februari 2004 i Kivik,  var en svensk litteraturvetare och visforskare.
Hillbom disputerade 1981 i litteraturvetenskap vid Stockholms universitet med  avhandlingen C.M. Völschows manuskript: detaljstudier kring en huvudlänk i Bellmansdiktens traditionskedja. Hela sin forskargärning ägnade han den svenska 1700-talsvisan med stark tonvikt på Carl Michael Bellmans diktning. Han var under många år även en mycket aktiv medlem i Bellmanssällskapet.
År 1993 belönades han med Svenska Akademiens gustavianska stipendium.